# Polygala piliophora
Polygala piliophora är en jungfrulinsväxtart som beskrevs av Sidney Fay Blake. Polygala piliophora ingår i släktet jungfrulinssläktet, och familjen jungfrulinsväxter. Inga underarter finns listade i Catalogue of Life.